# Star Wars Galaxies
Star Wars Galaxies (SWG) — массовая онлайновая ролевая игра во вселенной «Звёздных войн» для платформы Windows PC, созданная компаниями Sony Online Entertainment и LucasArts. Она дебютировала 26 июня 2003 года под названием Star Wars Galaxies: An Empire Divided и с тех пор получила три дополнения и пережила несколько значительных изменений.
Игра закрылась 15 декабря 2011 года в связи с выходом новой онлайн-игры Star Wars: The Old Republic.

## Разработка и выпуск
Тема «Звездных войн» и ветеран индустрии Раф Костер во главе проекта вызвали среди игроков большие надежды во время разработки Galaxies. Многие эксперты ожидали, что эти две силы поднимут количество подписчиков игры за миллионную отметку. По мере продвижения работы дата выхода игры отодвигалась, интересные идеи отметались, а также Sony отменила выпуск игры для Xbox и PlayStation 2.
Выход игры сопровождался смешанными оценками. Galaxies критиковали за множественные недочеты и неработающие элементы игры.

### Основные даты
- 26 июня 2003 года: Star Wars Galaxies: An Empire Divided (первый выпуск) и Star Wars Galaxies: An Empire Divided Collectors Edition
- 27 октября 2004 года: Star Wars Galaxies: Jump to Lightspeed (коробочное дополнение)
- 27 апреля 2005 года: Combat Upgrade (бесплатное изменение)
- 5 мая 2005 года: Star Wars Galaxies: Episode III Rage of the Wookiees (онлайновое дополнение)
- 25 мая 2005 года: Star Wars Galaxies: The Total Experience (коробочный сборник, включающий в себя An Empire Divided, Jump to Lightspeed, Rage of the Wookiees)
- 1 ноября 2005 года: Star Wars Galaxies: Trials of Obi-Wan (онлайновое дополнение)
- 1 ноября 2005 года: Star Wars Galaxies: Starter Kit (коробочный сборник, включающий в себя An Empire Divided, Jump to Lightspeed, New Game Enhancements)
- 15 ноября 2005 года: New Game Enhancements (бесплатное изменение)
- 22 ноября 2006 года, Star Wars Galaxies: The Complete Online Adventures (коробочный сборник, включающий в себя An Empire Divided, Jump to Lightspeed, Rage of the Wookiees, Trials of Obi-Wan и New Game Enhancements)

## Игровая механика
Первоначально игра использовала оригинальную ролевую систему, разделённую на несколько профессий, но позволявшую комбинировать их элементы. Игроку доступно семь боевых классов, четыре производственных и артист. Набирая опыт, игроки получают доступ к различным навыкам, способностям и предметам. Боевые классы специализируются в различных видах вооружения. Производственные классы взаимоувязаны друг с другом и сотрудничают для изготовления предметов.
После обновления New Game Enhancements, введенного 15 ноября 2005 года, ролевая система была переработана. Вместо комбинируемых навыков были введены жёсткие классы персонажей.
Несколько рас «Звёздных войн» использовались в качестве игровых, другие встречались в качестве неигровых персонажей.
Игровой мир разделён на несколько планет, представляющих собой обширную квадратную зону. Дополнения Rage of the Wookiees и Trials of Obi-Wan открывали доступ к особым планетам квестовой направленности.
Игра позволяет использовать транспорт, включая ездовых животных; поддерживает установку домов и обустройство городов игроков.
Дополнение Jump to Lightspeed, с некоторых пор включенное в основной комплект, открывает доступ к космическим полетам.

### Сюжет
Действие игры происходит в период между Эпизодом IV и Эпизодом V.

## Закрытие и эмуляторы
Игра закрылась 15 декабря 2011 года, официально в связи с выходом новой онлайн-игры Star Wars: The Old Republic. Игровое сообщество создало несколько неофициальных серверов. Основными доступными эмуляторами являются SWGEmu и Star Wаrs Galaxies — A New Hope.

## Оценки и награды
| Сводный рейтинг | Сводный рейтинг |
| Агрегатор       | Оценка          |
| --------------- | --------------- |
| GameRankings    | 75,20 %         |

| Сводный рейтинг | Сводный рейтинг |
| Агрегатор       | Оценка          |
| --------------- | --------------- |
| GameRankings    | 70,69 %         |

- E³ 2002 Game Critics Awards: Best Online Multiplayer[4]
- E³ 2001 Game Critics Awards: Best PC Game, Best Online Multiplayer[5]